# Frederik Andersen
Frederik Andersen (ur. 2 października 1989 w Herning) – duński zawodowy hokeista na lodzie grający jako bramkarz w Carolina Hurricanes z National Hockey League (NHL). Andersen był członkiem duńskiej reprezentacji na Mistrzostwach Świata w Hokeju na Lodzie 2010. Wybrany ze 187. numerem przez Carolina Hurricanes podczas NHL Entry Draft 2010. Nie doszedł do porozumienia z Hurricanes co do warunków kontraktu, ostatecznie został wybrany w trzeciej rundzie w NHL Entry Draft 2012 jako 87. zawodnik przez Anaheim Ducks.

## Kariera

### Europa
13 marca 2010 Andersen trafił do pustej bramki w czwartym meczu ćwierćfinałowym przeciwko Rødovre Mighty Bulls. Dwa dni wcześniej, w trzecim meczu był bliski strzelenia w podobnej sytuacji, ale nie trafił w bramkę.
Andersen w barwach Frölunda HC ustanowił nowy rekord klubowy sezonu zasadniczego ligi, ośmiokrotnie w rozgrywkach 2011–12 zachowując czyste konto (shutout), wyprzedzając dorobek siedmiu Henrika Lundqvista z sezonu 2003-04. Andersen prowadził również w średniej liczbie straconych bramek (GAA), a także otrzymał nominację do nagrody dla najlepszego debiutanta roku ligi.

### NHL
20 października 2013, niedługo po rozpoczęciu sezonu 2013–14, Andersen zadebiutował w NHL w zespole Anaheim Ducks, zastępując podstawowego bramkarza Jonasa Hillera na początku drugiej tercji. Wchodząc przy stanie 3–1 dla Dallas Stars zdołał utrzymać czyste konto (shutout) przez resztę spotkania i przyczynić się do zwycięstwa 6-3. 4 marca 2014, po oddaniu przez Ducks bramkarza Viktora Fastha do Edmonton Oilers, Andersen został nowym, etatowym zmiennikiem dla Hillera, po spędzeniu większości sezonu w filii ekipy z Anaheim Norfolk Admirals, grającej w American Hockey League (AHL).
16 kwietnia 2014 Andersen zadebiutował w fazie play-off, a jego drużyna pokonała 4–3 Dallas Stars w pierwszym meczu ćwierćfinałów konferencji zachodniej. Andersen miał 32 obrony i przepuścił trzy krążki do siatki. W play-offach dzielił miejsce w bramce z Jonasem Hillerem i Johnem Gibsonem, kończąc rozgrywki na półfinale konferencji zachodniej przegrywając z Los Angeles Kings, późniejszym zdobywcą Pucharu Stanleya.
W kolejnych rozgrywkach 2014–15, po zakończeniu kontraktu Hillera i przejściu jako wolny agent do Calgary Flames, tylko Anderson i Gibson rywalizowali o miejsce w bramce. Jednak po rozpoczęciu sezonu to Andersen był podstawowym wyborem trenera, zarówno dzięki jego umiejętnościom ale też kontuzjom Gibsona, które wyłączały go z gry. 3 marca 2015, po zanotowaniu 30 zwycięstwa w sezonie, Andersen wyrównał rekord NHL w najszybciej osiągniętych 50 zwycięstwach w lidze przez bramkarza. Ta sztuka udała mu się w zaledwie 68 spotkaniach – takiej samej ilości co Billowi Durnanowi, golkiperowi Montreal Canadiens,16 grudnia 1944. Andersen dotarł z Ducks do finału konferencji zachodniej – również dzięki jego grze drużyna przegrała zaledwie jedno spotkanie w dwóch pierwszych rundach. Przy prowadzeniu 3–2 w kolejnej serii z Chicago Blackhawks, drużyna Anaheim Ducks przegrała następne dwa mecze, w tym 7 spotkanie na własnym lodowisku. Był to trzeci z rzędu sezon, w którym Ducks odpadli z fazy pucharowej, mimo prowadzenia w serii 3–2 (wcześniej Detroit w 2013 i Kings w 2014). Andersen w każdym z ostatnich czterech spotkań z Blackhawks wpuścił 4 lub więcej bramek – Ducks przegrali 3 z tych spotkań, łącznie tracąc 19 bramek, a za przeciętne statystyki krytyka spadła na Andersena. 
20 czerwca 2016 Andersen został oddany do Toronto Maple Leafs w zamian za draft pick w 1. rundzie NHL Entry Draft 2016 i 2. rundzie NHL Entry Draft 2017. Tego samego dnia zespół z Toronto i Andersen ustalili warunki 5-letniego kontraktu. Pod koniec lipca 2021 ogłoszono jego transfer do Carolina Hurricanes i dwuletni kontrakt.

## Statystyki

### Sezon zasadniczy i play-off
| 2008–09   | Herning Blue Fox          | DEN       | 22  | —  | —  | —  | 1178  | 44  | 0 | 2.45 | .922 | —  | —  | — | —     | —  | — | —    | —    |
| 2009–10   | Frederikshavn White Hawks | DEN       | 30  | —  | —  | —  | 1753  | 64  | 0 | 2.19 | .932 | 10 | —  | — | —     | —  | — | 2.86 | .925 |
| 2010–11   | Frederikshavn White Hawks | DEN       | 35  | —  | —  | —  | —     | —   | — | 2.49 | .920 | 11 | —  | — | —     | —  | — | 1.98 | .942 |
| 2011–12   | Frölunda HC               | SHL       | 39  | 20 | 12 | 6  | 2332  | 63  | 8 | 1.62 | .943 | 6  | 2  | 4 | 379   | 17 | 0 | 2.69 | .911 |
| 2012–13   | Norfolk Admirals          | AHL       | 47  | 24 | 18 | 1  | 2685  | 98  | 4 | 2.19 | .929 | —  | —  | — | —     | —  | — | —    | —    |
| 2013–14   | Norfolk Admirals          | AHL       | 4   | 3  | 1  | 0  | 245   | 8   | 1 | 1.96 | .939 | —  | —  | — | —     | —  | — | —    | —    |
| 2013–14   | Anaheim Ducks             | NHL       | 28  | 20 | 5  | 0  | 1569  | 60  | 0 | 2.29 | .923 | 7  | 3  | 2 | 368   | 19 | 0 | 3.10 | .899 |
| 2014–15   | Anaheim Ducks             | NHL       | 54  | 35 | 12 | 5  | 3106  | 123 | 3 | 2.38 | .914 | 16 | 11 | 5 | 1050  | 41 | 1 | 2.34 | .913 |
| 2015–16   | Anaheim Ducks             | NHL       | 43  | 22 | 9  | 4  | 2286  | 88  | 3 | 2.30 | .919 | 5  | 3  | 2 | 297   | 7  | 1 | 1.41 | .947 |
| NHL razem | NHL razem                 | NHL razem | 125 | 77 | 26 | 12 | 6,974 | 271 | 6 | 2.33 | .918 | 28 | 17 | 9 | 1,715 | 67 | 2 | 2.34 | .916 |

## Osiągnięcia
Indywidualne
- NHL (2013/2014):
  - All-Rookie Team
- NHL (2015/2016):
  - William M. Jennings Trophy – 2016[13]
- Mistrzostwa Świata w Hokeju na Lodzie 2018/Elita:
  - Drugie miejsce w klasyfikacji skuteczności interwencji w turnieju: 94,38%[14].
  - Najlepszy bramkarz turnieju[15]